# Sandy Springs
Sandy Springs je město v okresu Fulton County ve státě Georgie ve Spojených státech amerických. Jde o sedmé největší město v Georgii a 290. největší město ve Spojených státech. Vzniklo v prosinci 2005.
K roku 2020 zde žilo 108 080 obyvatel. S celkovou rozlohou 100 km² byla hustota zalidnění 1 108 obyvatel na km². Ve městě sídlí řada společností jako například UPS, americká pobočka firmy Mercedes-Benz či společnost Cox Enterprises. Nachází se v oblasti s vlhkým subtropickým podnebím.